# Platja del Pla de l'Os
La Platja del Pla de l'Os és una platja urbana de la costa del Maresme, situada davant del centre de la població de Premià de Mar (Maresme). Limita a llevant amb l'espigó de Bellamar, que la separa de la platja de Bellamar, i a ponent amb l'espigó de l'estació de tren, que la separa de la platja de la Descàrrega. Té una longitud de 580 metres i una amplada mitjana de 15 metres, que cada any s'ha de regenerar ja que els temporals d'hivern la deixen sense sorra. Està formada per sorra mitjana i gruixuda, amb un pendent d'entrada a l'aigua molt fort. Hi desaigua la riera de Premià.
Disposa de quioscos, dutxes, font d’aigua potable, servei de vigilància, instal·lacions infantils i passeres de fusta. S'hi accedeix a peu pel pas subterrani que hi ha a prop de l'estació de tren o des de l'extrem, per la platja de Bellamar.
L'Agència Catalana de l'Aigua efectua un control quinzenal de la qualitat de l'aigua, durant la temporada de bany, amb el resultat de bona.
En aquesta platja hi ha els búnquers identificats com B-1 i B-2, entre el moll de Descàrrega i l'estació del tren.